# Древовидная схема

Пример изображения дендрограммы

Дендрограмма — древовидная диаграмма, содержащая n количество уровней, представляющих собой каждый шаг процесса последовательного укрупнения кластеров.
Название дендрограмма происходит от двух древнегреческих слов:  δννδρον (dendron) — «дерево», и γράμμα (grámma) — грамма, обозначающих «рисунок, математическую фигуру».
Дендрограмму имеет и другие названия: древовидная схема, дерево объединения кластеров, дерево иерархической структуры.
Дендрограмма представляет собой вложенную группировку объектов, которая изменяется на различных уровнях иерархии.

### Применение дендограмм
- В иерархической кластеризации используется для иллюстрации расположения кластеров, полученных в результате исследований.
- В вычислительной биологии отображает кластеризацию генов или образцов, иногда на полях тепловых карт.
- В филогенетике он отображает эволюционные отношения между различными биологическими таксонами. В этом случае дендрограмма также называется филогенетическим деревом.

## Методы построения
Существуют различные способы построения дендрограмм.  По положению они подразделяются на вертикально расположенные и горизонтально расположенные.